# リンダ・ゾーバイ
リンダ・ゾーバイ（Linda Zoghby, 1949年8月17日 - ）は、アメリカのソプラノ歌手。
モービルの生まれ。フロリダ州立大学でエレナ・ニコライディに声楽を学ぶ。22歳の時に全米声楽教師協会の主宰するヤング・アーティスツ・アワードで第一席を獲得し、ウォルフ・トラップ・オペラ・カンパニーのメンバーとなった。その翌年にはWGNイリノイ・オペラ・ギルドのオーディション・オヴ・ジ・エアで優勝している。1974年から1976年までジュリアード音楽院附属のアメリカン・オペラ・センターで研鑽を積み、その後はメトロポリタン歌劇場のスタッフとなった。1982年にメトロポリタン歌劇場に於けるジャコモ・プッチーニの《ラ・ボエーム》の上演でミミ役で初登場を果たし、国際的名声を得た。